# 795
Năm 795 là một năm trong lịch Julius.